# الحرية (ساو باولو)

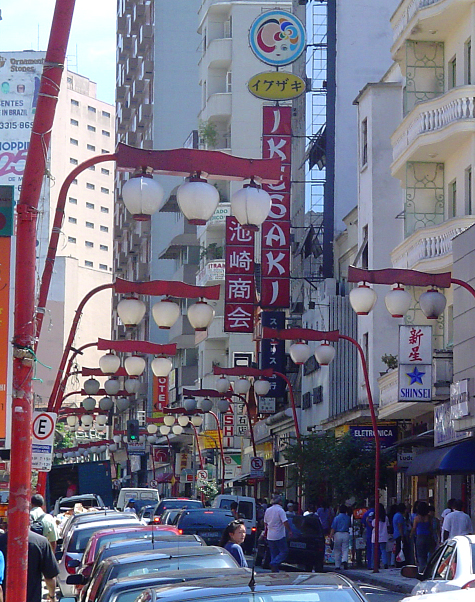
واحد من الشوارع التقليدية للمنطقة

 الحرية (Liberdade - リベルダーデ) هو منطقة مشهورة ساو باولو. إحدى المناطق اليابانية التقليدية التي تم إنشاؤها في عام 1950 والذي يركز المجتمع الأكبر في العالم يابانية خارج اليابان يبلغ عدد سكانها 57.860 نسمة